# Jožef Marija Šemrl
Jožef Marija Šemrl (tudi Schemerl in Schemmerl, nemško Joseph Maria Schemerl von Leythenbach), slovensko-avstrijski gradbenik, * 26. marec 1754, Ljubljana, † 28. januar 1844, Dunaj.

## Življenje in delo
Šolal se je na jezuitski šoli v Ljubljani in se kot učenec 
Gabriela Gruberja posvetil gradbeništvu in hidrotehniki. Leta 1777 se je po dveletnem študiju vodnih gradenj na Nizozemskem in Porenju zaposlil pri navigacijski direkciji v Ljubljani, ki je skrbela za izboljšanje plovbe po Ljubljanici, Savi in Kolpi. Ob Gruberjevi spodbudi, ki je bil v letih 1772−1781 direktor navigacijske direkcije, je kmalu postal vodilni vodogradbeni projektant na Kranjskem. Leta 1788 je bil imenovan za deželnega cestnega nadzornika, nato je bil ravnatelj deželne gradbene direkcije v Ljubljani. Izdelal je ureditveni načrt plovnosti Save med Zalogom in Brežicami, projekt pristanišča v Zalogu in mostu čez Savo v Črnučah ter topografsko karto srednjega toka Save in Ljubljanice. Ukvarjal se je tudi z načrti za osuševanje Ljubljanskega barja. Projektiral in vodil je obnovo ceste Vrhnika-Postojna in v letih 1788−1790 preureditev nekdanjega frančiškanskega samostana, ki je stal na današnjem Vodnikovem trgu, za potrebe mestne šole imenovane ljubljanski Licej. Leta 1799 je odšel na Dunaj; tam pripravil načrt za graditev prekopa Dunaj-Leitha in Dunaj-Schottwien, njegov je tudi neuresničen načrt za povezavo Dunaja preko Ogrske in Kranjske z Jadranskim morjem z vodnimi kanali, ki bi omogočale plovbo. Ukvarjal se je tudi s prenovo deželne ceste Celje-Maribor (projekt ceste pod vznožjem Konjiške gore).
Šemrl je leta 1785 objavil učbenik o geodeziji Kurze Lehrbegriffe der Geometrie. Bil je član Kranjske kmetijske družbe in ljubljanske Filharmonične družbe ter častni deželan Kranjske. Leta 1808 je bil odlikovan z Leopoldovim redom in 1811 dobil pridevek von Leytenbach. Bil je tudi svetnik dunajske Akademije za upodabljajočo umetnost in častni član Akademije lepih umetnosti v Benetkah.